# بری بوهم

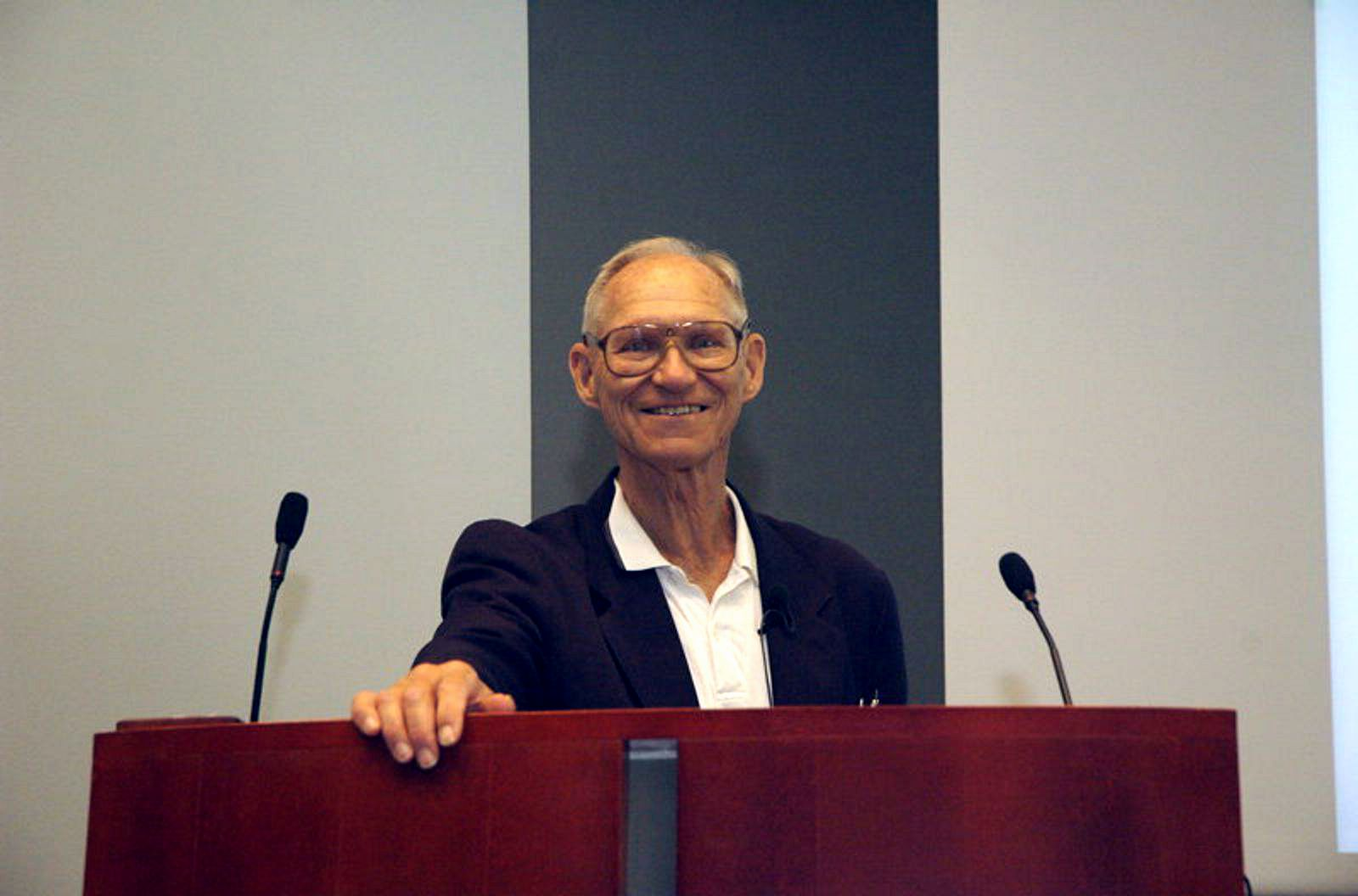
بری بوهم

بری ویلیام بوهم (به انگلیسی: Barry Boehm) (۱۶ مه ۱۹۳۵ - ۲۰ اوت ۲۰۲۲) مهندس نرم افزار آمریکایی، استاد برجسته علوم رایانه، مهندسی صنایع و سیستم‌ها بود. در شرکت تی‌آردبلیو مهندسی نرم‌افزار و مدیر مؤسس مرکز مهندسی سیستم‌ها و نرم‌افزار در دانشگاه کالیفرنیای جنوبی بود. او به خاطر مشارکت‌های فراوانش در زمینه مهندسی نرم‌افزار شناخته شده بود.
در سال ۱۹۹۶، بوهم به دلیل مشارکت در معماری رایانه و معماری نرم‌افزار و مدل‌های هزینه، کیفیت و ریسک برای سیستم‌های هوافضا به عنوان عضو آکادمی ملی مهندسی انتخاب شد.

## زندگی‌نامه
بوهم در ۱۶ مه ۱۹۳۵ به دنیا آمد. او در سال ۱۹۵۷ بی‌ای ریاضیات را از دانشگاه هاروارد و مدرک کارشناسی ارشد ریاضیات را در سال ۱۹۶۱ و دکترای ریاضیات را از دانشگاه کالیفرنیا، لس آنجلس در سال ۱۹۶۴ دریافت کرد. او همچنین مدرک افتخاری Sc.D در علوم رایانه از دانشگاه ماساچوست در سال ۲۰۰۰ و در مهندسی نرم‌افزار از آکادمی علوم چین در سال ۲۰۱۱ را دریافت کرد.
در سال ۱۹۵۵ به عنوان برنامه نویس-تحلیلگر در جنرال داینامیکس شروع به کار کرد. در سال ۱۹۵۹ او به رند کورپوریشن تغییر مکان داد و تا سال ۱۹۷۳ رئیس بخش علوم اطلاعات آنجا بود. از سال ۱۹۷۳ تا ۱۹۸۹ دانشمند ارشد گروه سیستم‌های دفاعی در شرکت تی‌آردبلیو بود. از سال ۱۹۸۹ تا ۱۹۹۲ او در وزارت دفاع ایالات متحده (DoD) به عنوان مدیر دفتر علوم و فناوری اطلاعات دارپا ، و مدیر نرم‌افزار DDR&E خدمت کرد. او همچنین در دفتر فناوری رایانه از سال ۱۹۹۲ و استاد تی‌آردبلیو مهندسی نرم‌افزار، گروه علوم رایانه، و مدیر مرکز دانشگاه کالیفرنیای جنوبی برای سیستم‌ها و مهندسی نرم‌افزار بود.

## جوایز
جوایز بعدی بوهم شامل جایزه برجسته دفتر وزیر دفاع در سال ۱۹۹۲، جایزه یک عمر دستاورد جامعه آمریکایی برای کیفیت در سال ۱۹۹۴، جایزه پژوهشی برجسته انجمن ماشین‌های حسابگر در مهندسی نرم‌افزار در سال ۱۹۹۷ و جایزه بین‌المللی استیونز مؤسسه مهندسان برق و الکترونیک بود. او عضو مؤسسه هوانوردی و فضانوردی آمریکا، عضو انجمن ماشین‌های حسابگر، مؤسسه مهندسان برق و الکترونیک و عضو آکادمی ملی مهندسی (۱۹۹۶) بود. او در سال ۲۰۰۵ جایزه ملون را برای ممتاز بودن در مربیگری و مدال مؤسسه مهندسان برق و الکترونیک سیمون رامو را در سال ۲۰۱۰ دریافت کرد. او در ۱۳ ژانویه ۲۰۱۴ به عنوان استاد برجسته منصوب شد.
وی در سال ۲۰۱۹ توسط شورای بین‌المللی مهندسی سیستم‌ها به دلیل مشارکت‌های پیشگامانه چشمگیر در زمینه مهندسی سیستم، جایزه پیشگام  آی‌ان‌سی‌او‌اس‌ای را دریافت کرد.

## حرفه
علایق تحقیقاتی بوهم شامل مدل‌سازی فرآیند توسعه نرم‌افزار، مهندسی نیازمندی‌های نرم‌افزار، معماری نرم‌افزار، معیارهای نرم‌افزارسنجی و مدل‌های هزینه، محیط‌های مهندسی نرم‌افزار، و مهندسی نرم‌افزار مبتنی بر دانش بود.
به گفته خود بوهم (۱۹۹۷) مشارکت‌های او در این زمینه شامل: مدل هزینه سازنده (COCOMO)، مدل مارپیچی فرآیند نرم‌افزار، رویکرد تئوری W (برد-برد) برای مدیریت نرم‌افزار و تعیین نیازمندی‌ها و دو روش پیشرفته است. محیط‌های مهندسی نرم‌افزار: سیستم بهره‌وری نرم‌افزار TRW و محیط جهش کوانتومی است.

### نرم‌افزار در مقابل هزینه‌های سخت‌افزاری
در یک گزارش مهم در سال ۱۹۷۳ با عنوان «آدا - پروژه: گروه کاری زبان وزارت دفاع آمریکا» به آژانس پروژه‌های تحقیقاتی پیشرفته دفاعی (دارپا)،  بوهم پیش‌بینی کرد که هزینه‌های نرم‌افزار بر هزینه‌های سخت‌افزاری غلبه خواهد کرد. دارپا از او انتظار داشت که پیش‌بینی کند که سخت‌افزار بزرگترین مشکل باقی خواهد ماند و به این صورت آنها را تشویق به سرمایه‌گذاری در رایانه‌های بزرگ‌تر کرد. این گزارش باعث تغییر جهت در ارزیابی و محاسبات آنها شد.